# Політична угода
Політична угода (англ. Treaty; agreement, contract) — домовленість, як правило, письмова, про взаємні обов'язки сторін, про взаємодію суб'єктів політичного процесу.
Політичні угоди укладаються між політиками, політичними партіями, громадськими організаціями, гілками влади, окремими державами.
Міжнародні політичні угоди укладають і підписують уповноважені представники держав (глави держав, урядів), після чого вони повинні бути ратифіковані (схвалені) парламентами відповідних країн.

## Джерело
- Рябов С. Г. Політологія: словник понять і термінів. 2-ге вид., Перероб. і допов. К., 2001.. (укр.)